# Begonia oligantha
Espèce
Begonia oligantha est une espèce de plantes de la famille des Begoniaceae.
L'espèce fait partie de la section Petermannia.
Elle a été décrite en 1915 par Elmer Drew Merrill (1876-1956).

## Répartition géographique
Cette espèce est originaire du pays suivant : Philippines.